# Apperian
Apperian, Inc. — компанія з програмного забезпечення, що базується в Бостоні й надає платформу для управління мобільними додатками, які не вимагають модифікації коду програми або комплектів для розробки програмного забезпечення.
Попередня версія компанії Apperian забезпечує приватний фірмовий магазин корпоративних програм для працівників.

## Управління мобільними додатками
Мобільність підприємств, використання ІТ технологій та залучення власного руху пристроїв поєднують в собі заповнення ІТ-середовища персональними смартфонами та планшетними комп'ютерами . Технологія Apperian була призначена для вирішення проблем з такими пристроями, як iPad, що використовуються у бізнесі. Управління Мобільними додатками призначене для безпечного управління використанням цих пристроїв від їх ранніх версій — електронна пошти, календар і зберігання документів / управління — до нових додатків, більш розвинених всередині, підтримуючи фундаментальні бізнес — процеси, такі як автоматизація продажів, точки операції з продажу та підтримка рішень виконавчої влади.

## Продукти
Платформа управління мобільними додатками компанії Apperian дозволяє адміністраторам (ІТ- менеджерам або керівникам підприємств) захищати, керувати, розповсюджувати та контролювати мобільні додатки підприємств для операційної системи iOS на пристроях Apple iPhone, iPad та Android-пристроях та пристроях Windows Phone. Платформа також може використовуватися для тестування прийняття користувачами мобільних додатків від бізнесу до споживача.
Серед своїх клієнтів Апперіан перелічує NVIDIA, New Balance, Nationwide та Міністерство національної безпеки США.

## Компанія
Компанія Apperian, яка знаходиться в приватній власності та розташована в Бостоні, була заснована в січні 2009 року як сторонній розробник корпоративних програм для iPhone, перш ніж оголосити про EASE у 2010 році. Один із його засновників, Чак Голдман, був керівником підрозділу професійних послуг Apple та його бета-програми iPhone Enterprise. Apperian заробив 1900000 $ від ангельських інвесторів в липні 2009 року. На початку 2011 року вони закрили раунд фінансування венчурного капіталу у розмірі 9,5 мільйона доларів від North Bridge Venture Partners, Bessemer Venture Partners, Kleiner Perkins Caufield & Byers ' iFund, CommonAngels та LaunchCapital. У березні 2012 року Апріан закрив раунд у розмірі 12,4 мільйона доларів від оригінальних інвесторів, що додало додаткову стратегічну інвестицію від Intel Capital, що призвело до загального фінансування компанії до 28 мільйонів доларів. У 2015 році компанія повідомила, що вони подвоїли кількість нових замовлень за рік, збільшили конвеєр нових бізнесів більш ніж на 300 % та забезпечили завантаження понад 1,5 мільйона програм для підприємств.
У січні 2017 року компанія Apperian була придбана компанією Arxan Technologies за невизначену суму.